# Protoribates gracilis
Protoribates gracilis är en kvalsterart som först beskrevs av Aoki 1982.  Protoribates gracilis ingår i släktet Protoribates och familjen Protoribatidae. Inga underarter finns listade i Catalogue of Life.